# Crateri di 433 Eros
Segue una lista dei crateri d'impatto presenti sulla superficie di 433 Eros. La nomenclatura di 433 Eros è regolata dall'Unione Astronomica Internazionale; la lista contiene solo formazioni esogeologiche ufficialmente riconosciute da tale istituzione.
I crateri di Eros portano i nomi di personaggi della storia, letteratura e mitologia legati a passioni amorose.
Sono tutti stati identificati durante la missione della sonda NEAR, l'unica ad avere finora raggiunto Eros.

## Prospetto
| Cratere     | Eponimo | Latitudine | Longitudine | Diametro |
| ----------- | --- | ---------- | ----------- | -------- |
| Abelard     | Pietro Abelardo - Filosofo francese amante di Eloisa. | 3,5° S     | 12,2° W     | 1,1 km   |
| Aida        | Aida - La principessa e schiava etiope amata dall'ufficiale egiziano Radames nell'omonima opera di Giuseppe Verdi.                                           | 7,9° N     | 130,5° W    | 1,6 km   |
| Avtandil    | Avtandil - L'amante di Tinatin nel romanzo in georgiano del XII secolo Il cavaliere dalla pelle di leone di Shota Rustavely.                                 | 22,5° S    | 233,1° W    | 1,2 km   |
| Bovary      | Emma Bovary - La protagonista del romanzo Madame Bovary di Gustave Flaubert.                                                                                 | 61° S      | 27,3° W     | 0,8 km   |
| Casanova    | Giacomo Girolamo Casanova - Avventuriero veneziano, il cui nome è diventato sinonimo di seduttore.                                                           | 46,6° N    | 236° W      | 0,9 km   |
| Catherine   | Catherine - L'amante di Heathcliff nel romanzo Cime tempestose di Emily Brontë.                                                                              | 9,1° N     | 171,1° W    | 1,1 km   |
| Cupid       | Cupido - Il corrispondente del greco Eros nella mitologia romana.                                                                                            | 8,1° N     | 230,2° W    | 1,8 km   |
| Don Juan    | Don Giovanni - Personaggio della letteratura e del teatro europei, ripreso tra gli altri da Molière e Wolfgang Amadeus Mozart.                               | 29,5° N    | 356,7° W    | 1,1 km   |
| Don Quixote | Don Chisciotte della Mancia - Il cavaliere errante protagonista dell'omonimo romanzo di Miguel de Cervantes che traspone la propria amata in Dulcinea.       | 57,7° S    | 250,8° W    | 0,9 km   |
| Dulcinea    | Dulcinea del Toboso - L'immaginaria dama a cui Don Chisciotte dedica le proprie imprese.                                                                     | 76,1° S    | 272,9° W    | 1,4 km   |
| Eurydice    | Euridice - Nella mitologia greca la ninfa moglie di Orfeo che invano egli tentò di salvare dall'Ade.                                                         | 13,5° N    | 170° W      | 2,2 km   |
| Fujitsubo   | Fujitsubo - L'amante di Genji nel romanzo giapponese dell'XI secolo Genji monogatari di Murasaki Shikibu.                                                    | 3,7° S     | 62,7° W     | 1,7 km   |
| Galatea     | Galatea - Nella mitologia greca la statua di cui Pigmalione si innamorò e che riuscì a portare in vita.                                                      | 10,2° S    | 183,1° W    | 1,4 km   |
| Gamba       | Marina Gamba - L'amante e madre di tre figli di Galileo Galilei.                                                                                             | 20,6° S    | 54,1° W     | 1,3 km   |
| Genji       | Genji - L'amante di Fujitsubo nel romanzo giapponese dell'XI secolo Genji monogatari di Murasaki Shikibu.                                                    | 19,5° S    | 88,6° W     | 1,5 km   |
| Heathcliff  | Heathcliff - L'amante di Catherine nel romanzo Cime tempestose di Emily Brontë.                                                                              | 7,4° N     | 167,9° W    | 1,1 km   |
| Himeros     | Imero - Uno degli aiutanti di Eros nella mitologia greca. | 21,2° N    | 282,3° W    | 10 km    |
| Hios        | Chio - Nella mitologia greca figlio dell'amore tra Poseidone e Iona.                                                                                         | 9,4° S     | 130,9° W    | 1,3 km   |
| Jahan       | Shah Jahan - Imperatore Moghul che per amore fece costruire il Taj Mahal come mausoleo della moglie Mumtaz Mahal.                                            | 74,2° N    | 293,5° W    | 2,1 km   |
| Kastytis    | Kastytis - Il pescatore che secondo una leggenda lituana avrebbe fatto innamorare la dea Jūratė.                                                             | 6,8° N     | 161,3° W    | 1,7 km   |
| Leander     | Leandro - L'amante di Ero, protagonista del mito di Ero e Leandro, ripreso anche da Dante nel XXVIII Canto del Purgatorio.                                   | 25,6° N    | 210,3° W    | 1,4 km   |
| Leylie      | Leylie - L'amante di Majnoon nel poema persiano del XV secoloLeylie e Majnoon di Nur ad-Din Abd ar-Rahman Jami.                                              | 3° S       | 23,5° W     | 1,9 km   |
| Lolita      | Lolita - La giovane protagonista dell'omonimo romanzo di Vladimir Vladimirovič Nabokov del 1955.                                                             | 35,2° S    | 197,7° W    | 1,8 km   |
| Mahal       | Mumtaz Mahal - Moglie dell'imperatore Moghul Shah Jahan che per amore di lei fece costruire il Taj Mahal come mausoleo per la consorte.                      | 79,4° N    | 170° W      | 1,2 km   |
| Majnoon     | Majnoon - L'amante di Leylie nel poema persiano del XV secolo Leylie e Majnoon di Nur ad-Din Abd ar-Rahman Jami.                                             | 3,8° N     | 28,8° W     | 2,1 km   |
| Mélisande   | Mélisande - La protagonista del dramma simbolista di Pelléas et Mélisande di Maurice Maeterlinck.                                                            | 67,1° N    | 185,6° W    | 1 km     |
| Narcissus   | Narciso - Nella mitologia greca il giovane condannato da Nemesi ad innamorarsi della sua immagine riflessa nell'acqua.                                       | 18,2° N    | 7,1° W      | 2,9 km   |
| Orpheus     | Orfeo - Nella mitologia greca il cantore sposo della ninfa Euridice che egli invano tentò di salvare dall'Ade.                                               | 25,6° N    | 176,7° W    | 1,1 km   |
| Pao-yü      | Jia Baoyu - L'amante di Lin Daiyu nel romanzo cinese dell'XVIII secolo Il sogno della camera rossa di Cao Xueqin.                                            | 73,2° S    | 105,6° W    | 0,8 km   |
| Pelléas     | Pelléas - Il protagonista del dramma simbolista di Pelléas et Mélisande di Maurice Maeterlinck.                                                              | 63,1° N    | 221,3° W    | 1,2 km   |
| Psyche      | Psiche - Nella mitologia greca l'amante di Eros, personificazione dell'anima umana.                                                                          | 31,6° N    | 94,6° W     | 4,8 km   |
| Pygmalion   | Pigmalione - Mitico re di Cipro che innamoratosi di una statua di Venere riuscì a darle vita, come Galatea, e a sposarla.                                    | 1,8° S     | 191,1° W    | 1,7 km   |
| Radames     | Radames - L'ufficiale egiziano amato dalla schiava etiope Aida nell'omonima opera di Giuseppe Verdi.                                                         | 5,2° S     | 115,1° W    | 1,6 km   |
| Selene      | Selene - Nella mitologia greca la dea personificazione della Luna amante di Endimione.                                                                       | 14,2° S    | 12,5° W     | 3,6 km   |
| Tai-yü      | Lin Daiyu - L'amante di Jia Baoyu nel romanzo cinese dell'XVIII secolo Il sogno della camera rossa di Cao Xueqin.                                            | 47° S      | 126,1° W    | 1,4 km   |
| Tutanekai   | Tutanekai - Eroe di una leggenda Maori in cui la giovane Hinemoa attraversa a nuoto il lago Rotorua per poterlo sposare.                                     | 56,4° N    | 3,3° W      | 2,1 km   |
| Valentine   | San Valentino - Vescovo e martire cristiano venerato come santo dalla Chiesa cattolica, da quella ortodossa e da quella anglicana, patrono degli innamorati. | 14,6° N    | 208,4° W    | 2,2 km   |